# كام
كام (بالإنجليزية: Kam) هو رابر وموسيقي أمريكي، ولد في 24 أكتوبر 1970 في لوس أنجلوس في الولايات المتحدة.

## وصلات خارجية
- كام على موقع ميوزك برينز (الإنجليزية)
- كام على موقع أول ميوزيك (الإنجليزية)
- كام على موقع ديسكوغز (الإنجليزية)